# 권오석 (생명공학자)
권오석(1979년 ~ )은 대한민국의 생명공학자다.

## 생애
2013년 서울대학교 공학박사 학위를 받았으며, 2013~2015년까지 매사추세츠 공과대학교, 예일대학교 포스닥 과정을 거쳐, 현재 한국생명공학연구원 감염병연구센터 선임연구원으로 재직 중이다. 질병과, 미세먼지와 같은 위해요소를 검지, 분석하는 나노 소재 기반 진단기기를 개발하고 있다. 그는 2017년 한국에서는 처음으로 빌 & 멀린다 게이츠 재단의 지원을 의뢰받아 말라리아 진단키트 개발하고 있다.

## 연구 분야
- 감염균 및 바이러스 등 생물학적 위해요소 및 화학적 위해요소[7] 검지, 분석 기술 개발
- 신개념 나노구조체 개발
- 바이오컨텐츠 인터페이싱, 모니터링 기술 개발

## 연구 성과

### 전도성 나노구조체를 활용한 바이오/화학 센서 제작 기술 개발
그래핀, 탄소나노튜브와 같은 전도성 나노구조체를 활용하여 반도체 소자 제작 기술을 통해 소자를 제작한 뒤 이를 이용하여 바이오/화학 센서를 개발하였고 이러한 연구를 기반으로 하여 미국 화학 학회가 발간하는 Chemical Reviews에 논문을 게재하였다.

### 나노재료 및 금속 표면 인터페이싱 기술 개발
신규 유기 화합물 개발을 통해 나노 재료의 사이즈 조절과 특성 변화 및 전극 표면의 안정적인 작용기 도입을 통해 센서의 성능을 향상시킨 바 있다.

### 형광 (삼중항-삼중항 소멸 상향변환) 나노 입자 합성 및 유해물질 모니터링 기술 개발
태양광의 전체 파장 중에서 낮은 파장의 빛들은 사용되지만 높은 파장의 빛은 쓰임새가 많지 않아 버려지게 된다. 태양광의 사용효율을 증가시키기 위해 낮은 에너지를 갖는 빛을 상향변환시키는 유기 염료를 활용하여 나노캡슐을 제작하였고 권오석 박사팀은 개발된 상향변환 나노캡슐의 형광을 이용하여 유해물질의 위치 추적 및 다중 암 진단 등의 연구에 활용하였다.

### 감염병 및 바이러스 검출용 진단 기기 개발
기존의 전기에너지를 열에너지원으로 사용하는 중합효소연쇄반응 장비의 경우 장시간이 걸린다는 한계가 존재했다. 권오석 박사팀은 중합효소연쇄반응의 에너지원을 광원으로 변경한 뒤에 이러한 장비의 크기를 휴대용 및 소형화가 가능하도록 제작함으로써, 진단 및 치료가 단시간에 끝나야 하는 감염병 및 바이러스의 검출 장비 개발에 크게 기여하였다. 또한 빌 & 멀린다 게이츠 재단의 지원을 통해 현장진단키트에서 일반적으로 프로브로 가장 많이 사용하는 금 나노입자를 양자점 및 유기 형광 염료로 대체함으로써 제한된 성능을 나타냈던 LFA 진단 기기의 성능을 제고하였다.

### 나노섬유 기반 초미세먼지 필터 개발
생명연, 스마트IT융합시스템연구단, 전남대 고분자융합소재공학부 연구진과 공동으로 차량용 공기청정기 필터, 스마트 마스크, 윈도우 필터 등에 적용 가능한 나노섬유 기반 초미세먼지 필터를 개발하였다.

## 수상
- 2020 : 국가과학기술연구회 이사장상, 표창장 수상
- 2020 : 이달의 한국생명공학연구원人
- 2018 : 과학기술정보통신부 장관 표창
- 2018 : 2018년 국가연구개발 우수성과 100선
- 2018 : 한국생명공학연구원 우수논문상
- 2018 : 나노기술연구협의회 젊은연구자상
- 2017 : 2017년 국가연구개발 우수성과 100선
- 2013 : 서울대학교 젊은장학생
- 2013 : 한국고분자학회 우수학위논문상
- 2012 : 미국재료학회 대학원생상 은상[17]